# قاي هيرفي ماهوب
قاي هيرفي ماهوب (بالفرنسية: Guy Hervé Mahop)‏ هو لاعب كرة قدم كاميروني في مركز الدفاع، ولد في 26 أبريل 1984 في دوالا في الكاميرون. لعب مع Metro Gallery FC ‏.

## وصلات خارجية
- قاي هيرفي ماهوب على موقع قاعدة بيانات كرة القدم.إي يو (الإنجليزية)
- قاي هيرفي ماهوب على موقع Soccerway.com (الإنجليزية)